# Marc-René de Voyer de Paulmy d'Argenson

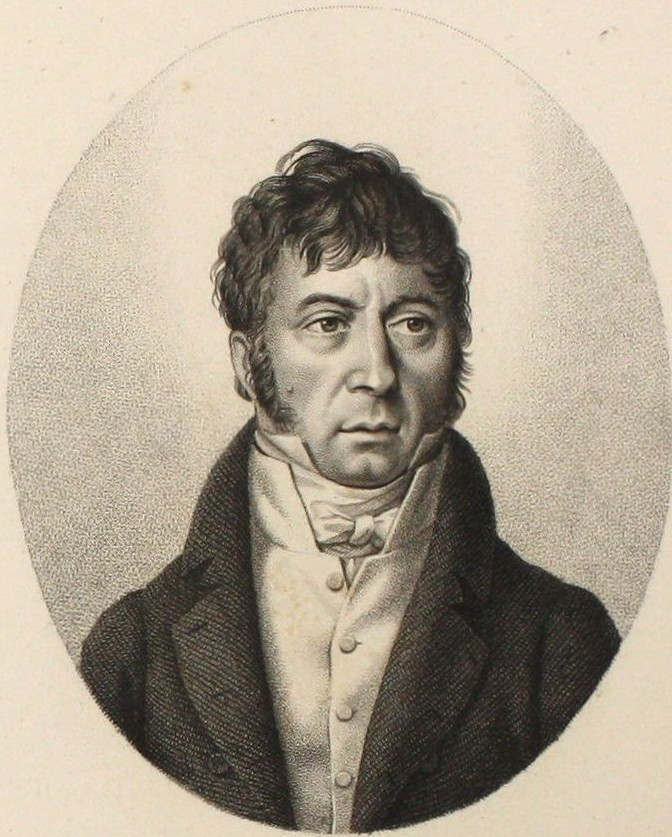

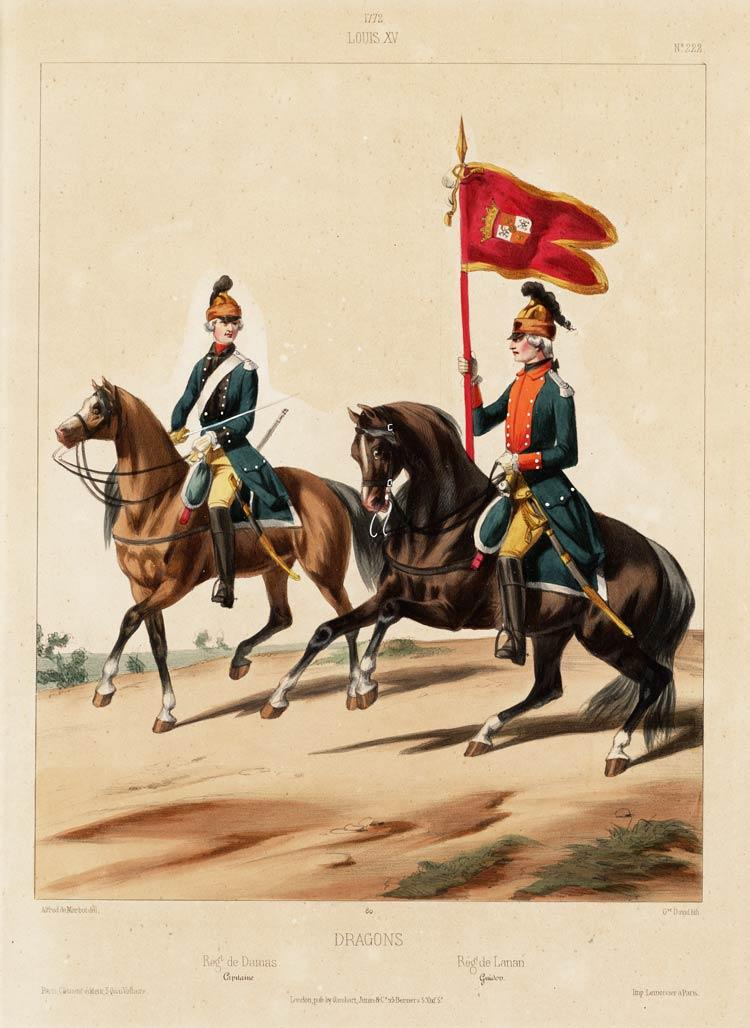
Dragonders van het koninkrijk Frankrijk

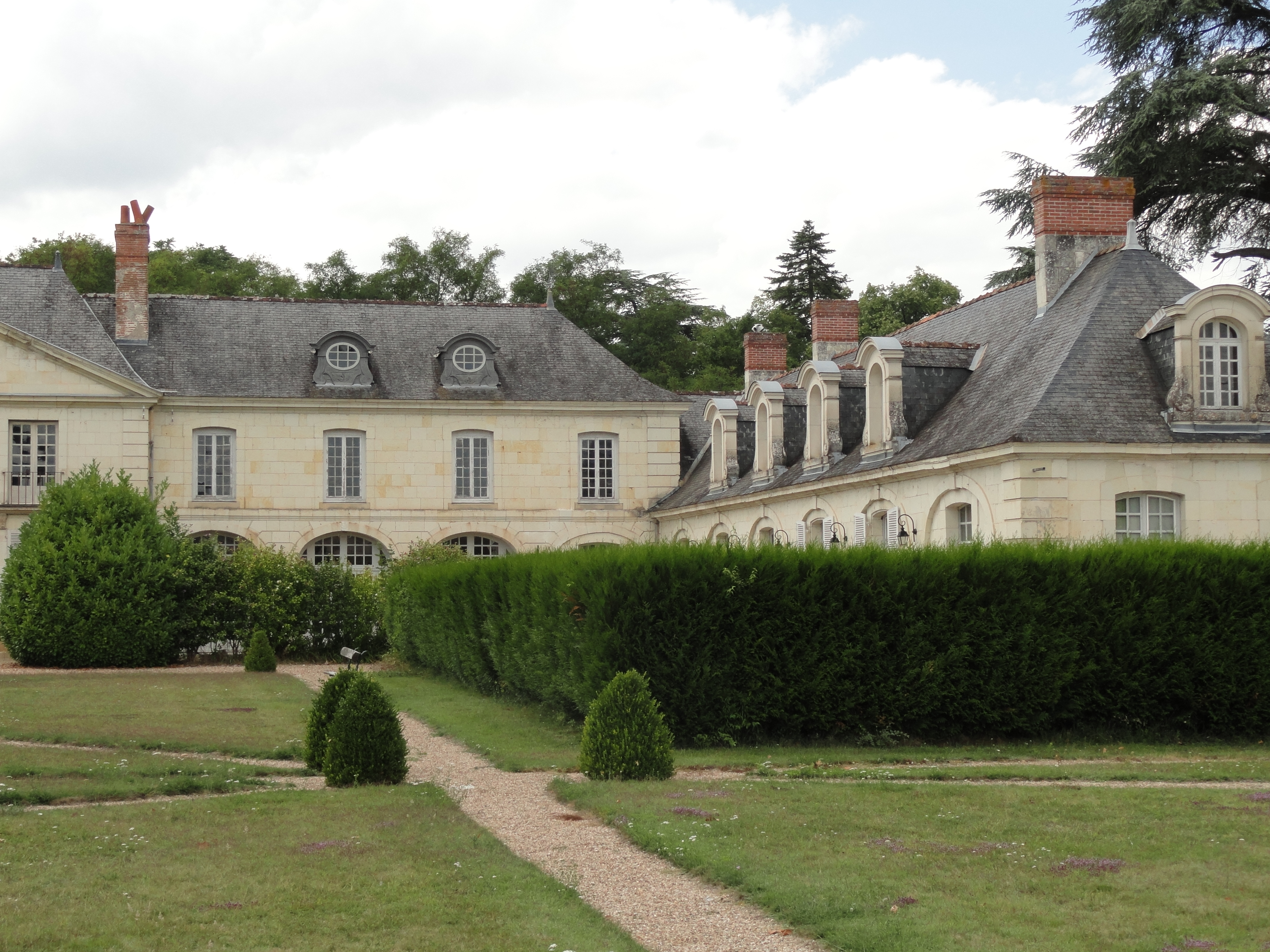
Kasteel van Les Ormes (Poitou) waar Voyer d'Argenson zich stil hield tijdens de terreur van de Franse Revolutie

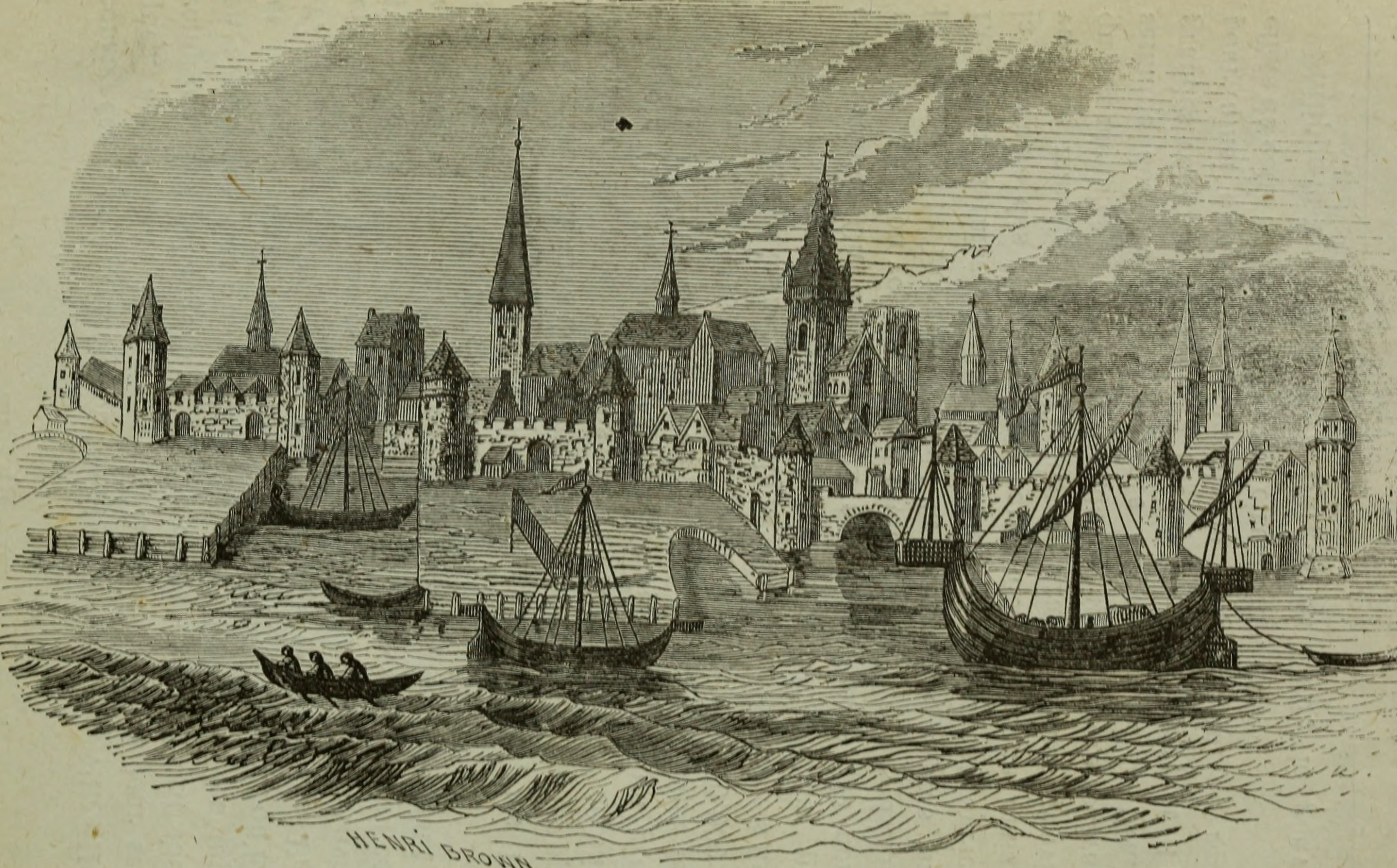
Antwerpen, 19e eeuw

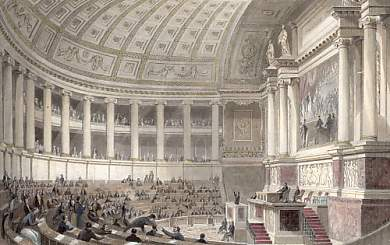
Tweede Kamer, Parijs 1830

Marc-René-Marie markies en baron de Voyer de Paulmy d'Argenson (Parijs 10 september 1771 – Parijs 1 augustus 1842) was een Frans aristocraat in de 18e en 19e eeuw. Hij was prefect in Antwerpen van 1809 tot 1812 en was jarenlang Frans parlementslid (1815-1834).

## Jonge militair
Hij stamde uit de familie van graven en markgraven van Argenson. Hij verloor vroeg zijn vader en groeide op bij een oom in Straatsburg. Zijn oom, zoals de rest van zijn familie, was een militair in dienst van de Franse koningen. De jonge Voyer d'Argenson ging ook voor een militaire carrière en dit bij de koninklijke dragonders aan de Maas. Van een andere oom erfde hij de titel van markies d'Argenson. Voyer d'Argenson dweepte met generaal La Fayette en diens revolutionaire ideeën. Voyer d'Argenson maakte als 20-jarige officier deel uit van zijn militaire staf. Het was niet evident dat een aristocraat met zulk een fortuin en grondbezit, een fanatieke revolutionair werd. Voor Voyer d'Argenson begonnen de eerste moeilijkheden nadat hij zijn zus had begeleid op haar emigratie naar Engeland. Hij werd immers verdacht van contrarevolutionaire ideeën. De Terreur van de Franse Revolutie zou zijn houding verder beïnvloeden. In 1792 ontvluchtte zijn mentor La Fayette het woelige Frankrijk. In 1794 werd zijn vriend prins Victor Claude de Broglie (1756-1794) onthoofd; de Broglie maakte eveneens deel uit van de entourage van La Fayette.

## Stilte van Poitou
Voyer d'Argenson huwde weduwe de Broglie en voedde haar vier kinderen mee op. Zo beschermde hij haar ook van gerechtelijke vervolging. Samen hadden ze nog eens vier kinderen. Het koppel Voyer-de Broglie leefde teruggetrokken op het kasteel van Les Ormes in Poitou, waar zijn familie grootgrondbezitter geweest was voor de Revolutie. Voyer d'Argenson hield zijn revolutionaire en politieke ideeën opvallend stil in de jaren 1795-1800. Hij concentreerde zich op landbouwtechnieken op zijn kasteeldomein. Hij organiseerde tevens in de Elzas een staalfabriek, met behulp van kennis die hij in Engeland had opgedaan.
Met het bestuur van Napoleon Bonaparte keerde Voyer d'Argenson terug naar de Franse politiek. Hij werd actief in het departement Vienne, voormalig Poitou, waar hij verbleef met zijn familie.

## Prefect in Antwerpen
Napoleon benoemde hem tot prefect in de Franse Nederlanden. Hij trok naar Antwerpen waar hij het departement Deux-Nethes bestuurde (1809-1813). Hij maakte er de Walcherenexpeditie van de Britten mee en gaf, met zijn militaire ervaring, adviezen vanuit Antwerpen aan de vechtende Fransen. De Fransen verdreven de Britten uit Walcheren. Voyer d'Argenson kreeg als beloning van Napoleon de titel van baron van het keizerrijk. Voor verdere uitbouw van de haven van Antwerpen kreeg hij als adjunct-prefect, de jurist de Laussat. Voyer d'Argenson hield zich bijzonder bezig met de militaire verdediging van Antwerpen. De druk van Napoleon op de Antwerpse prefect nam belangrijk toe. Dit was te wijten aan de onrust van de Antwerpenaren door toenemende taksen en verplichte arbeid. De Antwerpse burgemeester de Weynsbroeck leidde het protest tegen het Frans bestuur. Napoleon was woest en eiste de onmiddellijke confiscatie van alle bezittingen van de Weynsbroeck. Prefect Voyer d'Argenson zag deze repressie niet zitten en nam ontslag (1813). Voyer d'Argenson zou de opening van de Grand Bassin, vandaag Willemdok, niet meer meemaken (1813). Hij trok zich terug, deze keer niet in Poitou, maar in de Elzas. Voyer d'Argenson legde zich toe op de exploitatie van zijn staalfabriek.

## Parlementair in Parijs
Met de terugkeer van de monarchie (1815) keerde Voyer d'Argenson terug naar de Franse politiek. Hij was parlementslid in de Chambre Introuvable en nadien in de Kamer van Afgevaardigden in Parijs. Hij nam deel aan de parlementsverkiezingen in verschillende departementen, alnaargelang zijn kansen op verkiezing goed lagen. Zo werd hij onder meer verkozen voor de Haut-Rhin (1817 en 1822) en de Bas-Rhin (1831) in de Elzas, maar ook in de Eure (1828) en Vienne (1830). Politiek was zijn interesse links-liberaal met vrijheid van godsdienst, vrijheid van drukpers en de rechten van de burger als thema's. Hij was lid van de Société des Droits de l'Homme in Parijs en publiceerde hier regelmatig over. Economisch lag zijn interesse in vrij ondernemerschap. In de Kamer kwam hij regelmatig tussen ten voordele van investeringen in mijnen en fabrieken. Hij voerde oppositie tegen de reactionaire regering van koning Karel X. De komst van het regime van Lodewijk Filips van Orleans, de koning-burger (Julirevolutie 1830) vond hij een goede zaak: des heros citoyens qui nous ont sauvés.
In 1834 verliet hij de Kamer van Afgevaardigden en hij stierf in 1842 in Parijs. Hij is begraven op het kerkhof van Montmartre.
- Bibliothèque nationale de France: cb14319760d (data)
- Gemeinsame Normdatei: 12889590X
- International Standard Name Identifier: 0000 0000 6308 9744
- Library of Congress Control Number: n91103354
- Nationale Bibliotheek van Israël: 987007272683505171
- Réseau des bibliothèques de Suisse occidentale: 02-A012354966
- Système universitaire de documentation: 030601762
- Trove: 1489472
- Virtual International Authority File: 17434976
- WorldCat: E39PBJhhvChb4XptVcFWPhDDv3